# Kronogram
Kronogram (grško chronos – čas, gramma – črka) je napis, katerega določene črke so poudarjene in tvorijo letnico nekega dogodka ali pa postavitve spomenika. Najpogosteje se ti napisi pojavljajo v latinščini, saj tudi črke predstavljajo hkrati rimske številke. Seštevek le-teh dá neko letnico. Črke-številke so lahko poudarjene tako, da so zapisane kot verzalke ali da so v drugi barvi.
Kronogrami so se pojavili v Rimskem imperiju, a so postali zares priljubljeni v renesansi, zlasti pa v baroku, ko so jih uporabljali na nagrobnih spomenikih in temeljnih kamnih. V novejšem času je za spomenike in spominske plošče mnogo latinskih in slovenskih kronogramov sestavil škof dr. Jožef Smej.

## Primer
Na nagrobni plošči, ki je vzidana v prezbiteriju cerkve sv. Mihaela v Pišecah (glej sliko desno), je v zadnjih dveh vrsticah vklesano: qVI reqVIesCant In paCe DeI aMen (ki naj počivajo v Božjem miru, amen). Če seštejemo rimske številke, dobimo:
VI + VI + C + I + C + D + I + M = MDCCXIV ali 1714